# Tyson Alualu
Tyson Asi Alualu (Honolulu, Hawái, 12 de mayo de 1987) más conocido como Tyson Alualu, es un jugador profesional estadounidense de fútbol americano que se desempeña en la posición de defensive tackle en Detroit Lions, equipo de la National Football League (NFL).

## Carrera
Fue seleccionado en la primera ronda en la Reunión Anual de Selección de Jugadores de la NFL de 2010. Hizo su debut profesional con el equipo Jacksonville Jaguars, en el cual jugó siete temporadas (2010-2017), después pasó a Pittsburgh Steelers (2017-2023), luego a Detroit Lions, donde lleva jugando una temporada.